# Quill (Band)
Quill war eine US-amerikanische Rockband, die unter anderem 1969 auf dem Woodstock-Festival auftrat.
Die Band kam aus dem Nordosten der USA und spielte in Neu England und New York. 

## Geschichte
Sie wurde von Jon und Dan Cole, zwei Liedermachern aus der Gegend von Boston, gegründet und löste sich 1970 auf. 1970 erschien ein Album namens Quill (BadCat Records oder Atlantic Records).